# Copa de la CEI 2011
La Copa de la CEI 2011 es la 19.ª edición de este torneo de fútbol a nivel de clubes oranizado por la Unión de Fútbol de Rusia y que contó con la participación de 16 equipos.
El Inter Baku de Azerbaiyán venció al FC Shakhtyor Soligorsk de Bielorrusia en la final jugada en San Petersburgo para ser campeón del torneo por primera vez.
Esta es la última edición en la que participan equipos de fútbol, ya que a partir de la edición de 2012 será un torneo de selecciones menores.

## Participantes
| Equipo                   | Entrenador          | Clasificación                                                             | Apariciones |
| ------------------------ | ------------------- | ------------------------------------------------------------------------- | ----------- |
| Zenit-2 Saint Petersburg | Anatoli Davydov     | Equipo filial del FC Zenit San Petersburgo                                | 2           |
| Dynamo-2 Kiev            | Andriy Husin        | Equipo filial del FC Dynamo Kiev                                          | 12          |
| Shakhtyor Soligorsk      | Uladzimir Zhuravel  | 2º lugar de la 2010 Belarusian Premier League                             | 2           |
| Ekranas Panevėžys        | Valdas Urbonas      | Campeón de la 2010 A Lyga                                                 | 4           |
| Skonto Riga              | Marians Pahars      | Campeón de la 2010 Latvian Higher League                                  | 14          |
| Flora Tallinn            | Martin Reim         | Campeón de la 2010 Meistriliiga                                           | 6           |
| Iskra-Stal Rîbnița       | Valeriy Chaly       | 2º lugar de la 2009–10 Moldovan National Division                         | 1           |
| Mika Yerevan             | Armen Shahgeldyan   | 4º lugar de la 2010 Armenian Premier League                               | 1           |
| Inter Baku               | Kakhaber Tskhadadze | Campeón de la 2009–10 Azerbaijan Premier League                           | 2           |
| Tobol Kostanay           | Ravil Sabitov       | Campeón de la 2010 Kazakhstan Premier League                              | 1           |
| Bunyodkor Tashkent       | Mirjalol Qosimov    | Campeón de la 2010 Uzbek League                                           | 2           |
| Istiklol Dushanbe        | Alimzhon Rafikov    | Campeón de la 2010 Tajik League                                           | 1           |
| FC Balkan Balkanabat     | Aleksandr Klimenko  | Campeón de la 2010 Ýokary Liga                                            | 2           |
| Neftchi Kochkor-Ata      | Aleksandr Krestinin | Campeón de la 2010 Kyrgyzstan League                                      | 1           |
| HJK Helsinki             | Jani Viander        | Campeón de la 2010 Veikkausliiga                                          | 2           |
| Rusia U21                | Nikolai Pisarev     | Participante no oficial, no es elegible para avanzar de la fase de grupos | 8           |

## Fase de grupos

### Grupo A
| Equipo              | J | G | E | P | GF | GC | GD | Pts |
| ------------------- | - | - | - | - | -- | -- | -- | --- |
| Inter Baku          | 3 | 3 | 0 | 0 | 7  | 0  | +7 | 9   |
| Istiklol Dushanbe   | 3 | 1 | 1 | 1 | 6  | 4  | +2 | 4   |
| Iskra-Stal Rîbnița  | 3 | 1 | 1 | 1 | 2  | 2  | 0  | 4   |
| Neftchi Kochkor-Ata | 3 | 0 | 0 | 3 | 0  | 9  | −9 | 0   |

| 15 de enero de 2011 | Inter Baku                                   | 3 – 0 | Neftchi Kochkor-Ata | SKK Peterburgsky, Saint Petersburg                      |                                                         |
|                     | Karlsons 20' · Chertoganov 45' · Yegorov 78' |       |                     | Asistencia: 200 espectadores Árbitro(s): Vitali Meshkov | Asistencia: 200 espectadores Árbitro(s): Vitali Meshkov |

| 15 de enero de 2011 | Iskra-Stal Rîbnița | 1 – 1 | Istiklol Dushanbe | Zenit Palace of Sports, Saint Petersburg                 |                                                          |
|                     | Kilikevych 46'     |       | Tokhirov 46'      | Asistencia: 100 espectadores Árbitro(s): Vladimir Pettay | Asistencia: 100 espectadores Árbitro(s): Vladimir Pettay |

| 16 de enero de 2011 | Istiklol Dushanbe | 0 – 3 | Inter Baku                                                 | SKK Peterburgsky, Saint Petersburg                        |                                                           |
|                     |                   |       | Erghashev 44' (a.g.) · Suvonkulov 64' (a.g.) · Rahimov 79' | Asistencia: 300 espectadores Árbitro(s): Sergey Lapochkin | Asistencia: 300 espectadores Árbitro(s): Sergey Lapochkin |

| 16 de enero de 2011 | Neftchi Kochkor-Ata | 0 – 1 | Iskra-Stal Rîbnița | Zenit Palace of Sports, Saint Petersburg               |                                                        |
|                     |                     |       | Suchu 71'          | Asistencia: 200 espectadores Árbitro(s): Evgeny Turbin | Asistencia: 200 espectadores Árbitro(s): Evgeny Turbin |

| 18 de enero de 2011 | Inter Baku      | 1 – 0 | Iskra-Stal Rîbnița | SKK Peterburgsky, Saint Petersburg                           |                                                              |
|                     | Amiraslanov 80' |       |                    | Asistencia: 1,000 espectadores Árbitro(s): Timur Arslanbekov | Asistencia: 1,000 espectadores Árbitro(s): Timur Arslanbekov |

| 18 de enero de 2011 | Istiklol Dushanbe                                          | 5 – 0 | Neftchi Kochkor-Ata | Zenit Palace of Sports, Saint Petersburg                  |                                                           |
|                     | Sodikov 52' 84' · Saidov 73' · Fatkhuloev 76' · Vasiev 90' |       |                     | Asistencia: 300 espectadores Árbitro(s): Maksim Layushkin | Asistencia: 300 espectadores Árbitro(s): Maksim Layushkin |

### Grupo B
| Equipo             | J | G | E | P | GF | GC | GD | Pts |
| ------------------ | - | - | - | - | -- | -- | -- | --- |
| Skonto Riga        | 3 | 2 | 1 | 0 | 6  | 1  | +5 | 7   |
| Mika Yerevan       | 3 | 1 | 1 | 1 | 4  | 5  | −1 | 4   |
| Tobol Kostanay     | 3 | 1 | 1 | 1 | 4  | 6  | −2 | 4   |
| Bunyodkor Tashkent | 3 | 0 | 1 | 2 | 3  | 5  | −2 | 1   |

| 15 de enero de 2011 | Tobol Kostanay             | 2 – 1 | Bunyodkor Tashkent | SKK Peterburgsky, Saint Petersburg                         |                                                            |
|                     | Bogdanov 6' · Rašković 16' |       | Soliev 26'         | Asistencia: 200 espectadores Árbitro(s): Aleksandr Yegorov | Asistencia: 200 espectadores Árbitro(s): Aleksandr Yegorov |

| 15 de enero de 2011 | Skonto Riga                            | 2 – 0 | Mika Yerevan | SKK Peterburgsky, Saint Petersburg                     |                                                        |
|                     | Fertovs 39' · Nathan Júnior 62' (pen.) |       |              | Asistencia: 200 espectadores Árbitro(s): Aleksei Eskov | Asistencia: 200 espectadores Árbitro(s): Aleksei Eskov |

| 16 de enero de 2011 | Mika Yerevan              | 2 – 2 | Tobol Kostanay         | SKK Peterburgsky, Saint Petersburg                            |                                                               |
|                     | Beglaryan 24' · Demel 60' |       | Yurin 52' · Volkov 73' | Asistencia: 300 espectadores Árbitro(s): Vyacheslav Kharlamov | Asistencia: 300 espectadores Árbitro(s): Vyacheslav Kharlamov |

| 16 de enero de 2011 | Bunyodkor Tashkent | 1 – 1 | Skonto Riga | Zenit Palace of Sports, Saint Petersburg                  |                                                           |
|                     | Rajabov 35' (pen.) |       | Blanks 28'  | Asistencia: 300 espectadores Árbitro(s): Maksim Layushkin | Asistencia: 300 espectadores Árbitro(s): Maksim Layushkin |

| 18 de enero de 2011 | Tobol Kostanay | 0 – 3 | Skonto Riga                                  | SKK Peterburgsky, Saint Petersburg                      |                                                         |
|                     |                |       | Fabinho 61' · Nathan Júnior 64' · Blanks 77' | Asistencia: 500 espectadores Árbitro(s): Sergei Karasev | Asistencia: 500 espectadores Árbitro(s): Sergei Karasev |

| 18 de enero de 2011 | Mika Yerevan                       | 2 – 1 | Bunyodkor Tashkent | Zenit Palace of Sports, Saint Petersburg                |                                                         |
|                     | Tadevosyan 25' (pen.) · Mkoyan 65' |       | Soliev 49'         | Asistencia: 500 espectadores Árbitro(s): Mikhail Vilkov | Asistencia: 500 espectadores Árbitro(s): Mikhail Vilkov |

### Grupo C
| Equipo                   | J | G | E | P | GF | GC | GD | Pts |
| ------------------------ | - | - | - | - | -- | -- | -- | --- |
| Shakhtyor Soligorsk      | 3 | 2 | 1 | 0 | 9  | 2  | +7 | 7   |
| Zenit-2 Saint Petersburg | 3 | 2 | 1 | 0 | 4  | 1  | +3 | 7   |
| Flora Tallinn            | 3 | 1 | 0 | 2 | 3  | 7  | −4 | 3   |
| FC Balkan Balkanabat     | 3 | 0 | 0 | 3 | 1  | 7  | −6 | 0   |

| 15 de enero de 2011 | FC Balkan Balkanabat | 1 – 2 | Shakhtyor Soligorsk       | Zenit Palace of Sports, Saint Petersburg                  |                                                           |
|                     |                      |       | Alumona 17' · Pyatrow 71' | Asistencia: 200 espectadores Árbitro(s): Aleksei Nikolaev | Asistencia: 200 espectadores Árbitro(s): Aleksei Nikolaev |

| 15 de enero de 2011 | Zenit-2 Saint Petersburg | 1 – 0 | Flora Tallinn | SKK Peterburgsky, Saint Petersburg                           |                                                              |
|                     | S.Petrov 25'             |       |               | Asistencia: 4,500 espectadores Árbitro(s): Vladimir Kazmenko | Asistencia: 4,500 espectadores Árbitro(s): Vladimir Kazmenko |

| 16 de enero de 2011 | Flora Tallinn              | 3 – 0 | FC Balkan Balkanabat | Zenit Palace of Sports, Saint Petersburg                |                                                         |
|                     | Dupikov 23' · Post 68' 90' |       |                      | Asistencia: 300 espectadores Árbitro(s): Vitali Meshkov | Asistencia: 300 espectadores Árbitro(s): Vitali Meshkov |

| 16 de enero de 2011 | Shakhtyor Soligorsk | 1 – 1 | Zenit-2 Saint Petersburg | SKK Peterburgsky, Saint Petersburg                        |                                                           |
|                     | Alumona 78'         |       | Tsyganov 83'             | Asistencia: 5,300 espectadores Árbitro(s): Sergei Karasev | Asistencia: 5,300 espectadores Árbitro(s): Sergei Karasev |

| 18 de enero de 2011 | Shakhtyor Soligorsk                                                       | 6 – 0 | Flora Tallinn | Zenit Palace of Sports, Saint Petersburg                  |                                                           |
|                     | Alumona 27' 35' · Balanovich 30' · Razhkow 32' · Kirenkin 40' · Sokal 90' |       |               | Asistencia: 300 espectadores Árbitro(s): Vyacheslav Popov | Asistencia: 300 espectadores Árbitro(s): Vyacheslav Popov |

| 18 de enero de 2011 | Zenit-2 Saint Petersburg    | 2 – 0 | FC Balkan Balkanabat | SKK Peterburgsky, Saint Petersburg                           |                                                              |
|                     | Murikhin 33' · Tsyganov 80' |       |                      | Asistencia: 1,500 espectadores Árbitro(s): Aleksandr Yegorov | Asistencia: 1,500 espectadores Árbitro(s): Aleksandr Yegorov |

### Grupo D

#### Tabla No Oficial
| Equipo            | J | G | E | P | GF | GC | GD | Pts |
| ----------------- | - | - | - | - | -- | -- | -- | --- |
| Rusia U21         | 3 | 2 | 1 | 0 | 5  | 2  | +3 | 7   |
| HJK Helsinki      | 3 | 2 | 0 | 1 | 5  | 2  | +3 | 6   |
| Dynamo-2 Kiev     | 3 | 0 | 2 | 1 | 1  | 2  | −1 | 2   |
| Ekranas Panevėžys | 3 | 0 | 1 | 2 | 4  | 9  | −5 | 1   |

#### Tabla Oficial
| Equipo            | J | G | E | P | GF | GC | GD | Pts |
| ----------------- | - | - | - | - | -- | -- | -- | --- |
| HJK Helsinki      | 2 | 2 | 0 | 0 | 5  | 1  | +4 | 6   |
| Dynamo-2 Kiev     | 2 | 0 | 1 | 1 | 1  | 2  | −1 | 1   |
| Ekranas Panevėžys | 2 | 0 | 1 | 1 | 2  | 5  | −3 | 1   |

| 15 de enero de 2011 | Dynamo-2 Kiev | 0 – 1 | HJK Helsinki       | SKK Peterburgsky, Saint Petersburg                           |                                                              |
|                     |               |       | Rafinha 90' (pen.) | Asistencia: 1,300 espectadores Árbitro(s): Timur Arslanbekov | Asistencia: 1,300 espectadores Árbitro(s): Timur Arslanbekov |

| 15 de enero de 2011 | Rusia U21                                        | 4 – 2 | Ekranas Panevėžys          | SKK Peterburgsky, Saint Petersburg                      |                                                         |
|                     | A.Zabolotny 35' · Goshokov 42' · Ryzhkov 62' 83' |       | Anđelković 28' · Panić 48' | Asistencia: 3,300 espectadores Árbitro(s): Eduard Malyi | Asistencia: 3,300 espectadores Árbitro(s): Eduard Malyi |

| 16 de enero de 2011 | Ekranas Panevėžys | 1 – 1 | Dynamo-2 Kiev  | SKK Peterburgsky, Saint Petersburg                        |                                                           |
|                     | Varnas 62'        |       | Prokypchuk 56' | Asistencia: 1,000 espectadores Árbitro(s): Mikhail Vilkov | Asistencia: 1,000 espectadores Árbitro(s): Mikhail Vilkov |

| 16 de enero de 2011 | HJK Helsinki | 0 – 1 | Rusia U21  | SKK Peterburgsky, Saint Petersburg                          |                                                             |
|                     |              |       | Shatov 49' | Asistencia: 1,500 espectadores Árbitro(s): Vyacheslav Popov | Asistencia: 1,500 espectadores Árbitro(s): Vyacheslav Popov |

| 18 de enero de 2011 | HJK Helsinki                                     | 4 – 1 | Ekranas Panevėžys | SKK Peterburgsky, Saint Petersburg                          |                                                             |
|                     | Bah 29' · Parikka 41' · Rafinha 56' · Yobe 90+1' |       | Anđelković 64'    | Asistencia: 1,000 espectadores Árbitro(s): Sergey Lapochkin | Asistencia: 1,000 espectadores Árbitro(s): Sergey Lapochkin |

| 18 de enero de 2011 | Rusia U21 | 0 – 0 | Dynamo-2 Kiev | SKK Peterburgsky, Saint Petersburg                              |  |
|                     |           |       |               | Asistencia: 1,500 espectadores Árbitro(s): Vladislav Bezborodov |  |

## Fase Final

### Cuartos de final
| 19 de enero de 2011 | Inter Baku                                 | 4 – 0 | Mika Yerevan | SKK Peterburgsky, Saint Petersburg                          |                                                             |
|                     | Levin 30' · Karlsons 36' 60' · Kruglov 52' |       |              | Asistencia: 1,500 espectadores Árbitro(s): Aleksei Nikolaev | Asistencia: 1,500 espectadores Árbitro(s): Aleksei Nikolaev |

| 19 de enero de 2011 | Shakhtyor Soligorsk            | 2 – 1 | Dynamo-2 Kiev | SKK Peterburgsky, Saint Petersburg                     |                                                        |
|                     | Alumona 23' · Yanushkevich 62' |       | Makarenko 56' | Asistencia: 500 espectadores Árbitro(s): Aleksei Eskov | Asistencia: 500 espectadores Árbitro(s): Aleksei Eskov |

| 19 de enero de 2011 | Skonto Riga                             | 2 – 0 | Istiklol Dushanbe | SKK Peterburgsky, Saint Petersburg                         |                                                            |
|                     | Smirnovs 19' · Nathan Júnior 89' (pen.) |       |                   | Asistencia: 1,000 espectadores Árbitro(s): Vladimir Pettay | Asistencia: 1,000 espectadores Árbitro(s): Vladimir Pettay |

| 19 de enero de 2011 | HJK Helsinki | 1 – 2 | Zenit-2 Saint Petersburg | SKK Peterburgsky, Saint Petersburg                        |                                                           |
|                     | Parikka 85'  |       | Matyash 62' 66'          | Asistencia: 1,500 espectadores Árbitro(s): Vitali Meshkov | Asistencia: 1,500 espectadores Árbitro(s): Vitali Meshkov |

### Semifinales
| 21 de enero de 2011 | Inter Baku                                          | 5 – 0 | Zenit-2 Saint Petersburg | SKK Peterburgsky, Saint Petersburg                        |                                                           |
|                     | Karlsons 2' 15' 53' · Zlatinov 7' · Amiraslanov 68' |       |                          | Asistencia: 3,000 espectadores Árbitro(s): Sergei Karasev | Asistencia: 3,000 espectadores Árbitro(s): Sergei Karasev |

| 21 de enero de 2011 | Skonto Riga | 1 – 2 | Shakhtyor Soligorsk | SKK Peterburgsky, Saint Petersburg                        |                                                           |
|                     | Razulis 85' |       | Rios 37' 45'        | Asistencia: 500 espectadores Árbitro(s): Maksim Layushkin | Asistencia: 500 espectadores Árbitro(s): Maksim Layushkin |

### Final
| 23 de enero de 2011 | Inter Baku                                                                    | 0 – 0 (t. s.)(6 – 5 p.)    | Shakhtyor Soligorsk                                                   | SKK Peterburgsky, Saint Petersburg                              |  |
|                     |                                                                               |                            |                                                                       | Asistencia: 6,000 espectadores Árbitro(s): Vladislav Bezborodov |  |
|                     |                                                                               | Tiros desde el punto penal |                                                                       |                                                                 |  |
|                     | Karlsons · Accioly · Červenka · Kandelaki · Chertoganov · Levin · Mzhavanadze |                            | Sitko · Razhkow · Kolomyts · Pyatrow · Kurskis · Lyavonchyk · Grenkow |                                                                 |  |

| INTER:              |  |                       |     |      |
|                     |  |                       |     |      |
| ARQ                 |  | Giorgi Lomaia         |     |      |
| DEF                 |  | Dmitri Kruglov        |     | 46'  |
| DEF                 |  | Ilia Kandelaki        |     |      |
| DEF                 |  | Valeri Abramidze      |     | 110' |
| DEF                 |  | Volodimir Levin       | 49' |      |
| MED                 |  | Aleksandr Chertoganov | 88' |      |
| MED                 |  | Bronislav Červenka    |     |      |
| MED                 |  | Petar Zlatinov        |     |      |
| MED                 |  | David Odikadze        |     | 70'  |
| MED                 |  | Arif Dashdemirov      |     | 83'  |
| DEL                 |  | Ģirts Karlsons        |     |      |
| Sustituciones:      |  |                       |     |      |
| MED                 |  | Rovshan Amiraslanov   | 71' | 46'  |
| DEF                 |  | Danildo Accioly       |     | 110' |
| MED                 |  | Sergei Yegorov        |     | 70'  |
| MED                 |  | Kakhaber Mzhavanadze  |     | 83'  |
| Entrenador:         |  |                       |     |      |
| Kakhaber Tskhadadze |  |                       |     |      |

| SHAKHTYOR:         |  |                       |     |     |
|                    |  |                       |     |     |
| ARQ                |  | Eduardas Kurskis      |     |     |
| DEF                |  | Yuri Kolomyts         |     |     |
| DEF                |  | Artsyom Chelyadzinski | 22' |     |
| DEF                |  | Dzyanis Palyakow      |     |     |
| DEF                |  | Alyaksey Yanushkevich |     |     |
| MED                |  | Alyaksandr Grenkow    |     |     |
| MED                |  | Andrey Lyavonchyk     |     |     |
| MED                |  | Ihar Razhkow          | 87' |     |
| MED                |  | Pavel Sitko           | 75' |     |
| MED                |  | Alexei Rios           |     | 76' |
| DEL                |  | Aleksandr Alumona     |     |     |
| Sustituciones:     |  |                       |     |     |
| DEL                |  | Alyaksey Pyatrow      |     | 76' |
| Entrenador:        |  |                       |     |     |
| Uladzimir Zhuravel |  |                       |     |     |

## Campeón
| Copa de la CEI 2011   |
| --------------------- |
| Bandera de Azerbaiyán |
| Inter Baku 1º Título  |

## Máximos goleadores
| # | Futbolista        | Equipo              | Goles |
| - | ----------------- | ------------------- | ----- |
| 1 | Ģirts Karlsons    | Inter Baku          | 6     |
| 2 | Aleksandr Alumona | Shakhtyor Soligorsk | 5     |
| 3 | Nathan Júnior     | Skonto Riga         | 3     |